# Vila Vesna
Vila Vesna je název pro modernistickou vilu, která se nachází na chorvatském ostrově Lopud na břehu Jaderského moře. Vilu navrhl tehdejší jugoslávský architekt Nikola Dobrović, známý také svým pobytem i působením v Praze. Je evidována jako kulturní památka.
Třípodlažní vila byla dokončena v roce 1939. Dobrović vycházel ze svých dřívějších vil, které navrhl pro chorvatské pobřeží a které vznikly v lokalitě okolo města Dubrovník. Má tři podlaží, vznikla nad skalnatým pobřežím v jižní části ostrova. Vila byla postavena pro Ivu Bariće a představuje jednu z ukázek meziválečné moderny v bývalém jugoslávském království.